# Gabrielle d'Estrées

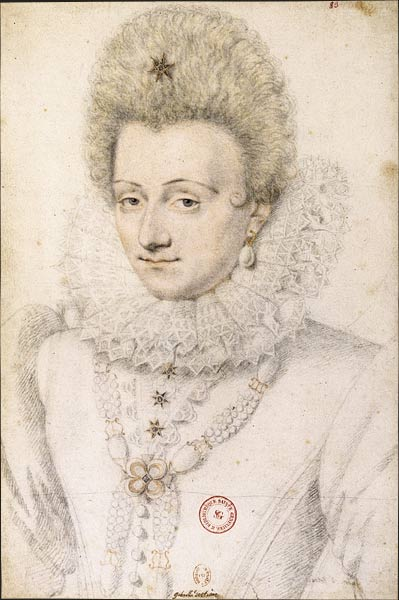
Gabrielle d'Estrées.

Gabrielle d'Estrées, duchessa de Beaufort e Verneuil e marchesa de Monceaux (Montlouis-sur-Loire, 1571 – Parigi, 10 aprile 1599), fu amante di Enrico IV di Francia, nata nel castello de la Bourdaisière a Montlouis-sur-Loire, nel dipartimento francese Indre e Loira. Era la figlia di Antoine d'Estrées, marchese di Cœuvres e Françoise Babou de La Bourdaisière, nonché sorella del maresciallo di Francia, François-Annibal d'Estrées.

## Amante del re
Gabrielle crebbe nel castello di Cœuvres insieme alla sorella Diane. A diciassette anni divenne amante di Roger de Saint-Lary conte di Bellegarde; egli ne fece le lodi a Enrico di Navarra, che volle conoscerla e pretese di prendere il posto di Bellegarde come amante di Gabrielle. Ella inizialmente resistette, ma cedette in seguito alle pressioni dei suoi familiari, e nel febbraio 1591 divenne amante di Enrico, quando aveva vent'anni, nel bel mezzo della guerra contro la Lega cattolica. Benché il re fosse sposato con Margherita di Valois, in pubblico si comportava apertamente in maniera affettuosa verso la sua amante.
Per salvare le apparenze e consentire a Gabrielle di lasciare la casa paterna, Enrico fece sposare a Gabrielle Nicolas d'Amerval de Liancourt. Gabrielle, inizialmente fredda verso Enrico, iniziò a ricambiare i suoi sentimenti. Sinceramente e fedelmente attaccata al re, lo accompagnava sempre in tutte le campagne militari: anche quando era appesantita da una gravidanza, insisteva nel restargli vicino accampandosi in tenda vicino al campo di battaglia, assicurandosi che i vestiti del re fossero puliti e che mangiasse regolarmente dopo una battaglia, gestendo la sua corrispondenza mentre combatteva. Dal momento che era una donna brillante e intelligente, Enrico le confidava i suoi segreti e seguiva i suoi consigli. Quando erano costretti a stare separati, si scrivevano frequentemente.

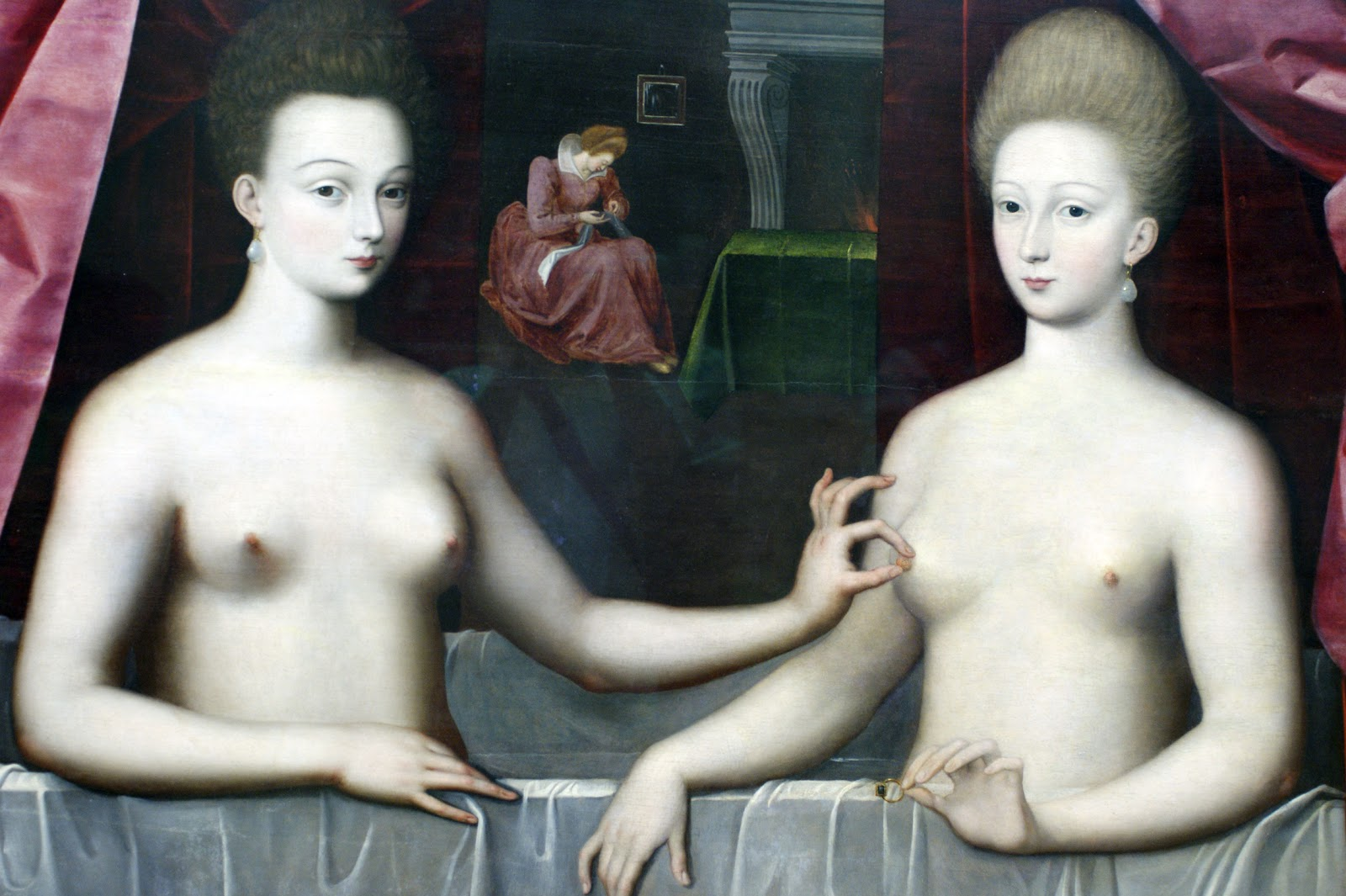
Scuola di Fontainebleau, Gabrielle d'Estrées e sua sorella, Museo del Louvre.

Di religione cattolica, Gabrielle ebbe un ruolo fondamentale nel concludere le guerre di religione con la conversione di Enrico al cattolicesimo: egli, riconoscendo la saggezza della sua proposta, il 25 luglio 1593 si convertì ufficialmente al cattolicesimo rinunciando alla sua fede protestante (in questa occasione gli è attribuita la frase "Parigi val bene una messa"). Ciò gli consentì di essere incoronato re di Francia il 27 febbraio 1594. Il 7 giugno 1594 Gabrielle partorì un figlio. Come ricompensa per il suo operato, e anche per evitare l'accusa di adulterio il re fece annullare il matrimonio di Gabrielle con il marchese de Liancourt e le conferì i titoli di marchesa de Monceaux e di Maîtresse-en-titre del re di Francia.
La relazione tra Gabrielle e Enrico era molto impopolare e criticata da vari membri dell'élite parigina e dal popolo, e furono diffusi dei pamphlet maliziosi in cui la donna era accusata di essere la principale causa dei problemi della Francia. Uno dei più viziosi soprannomi con cui era chiamata, fu la duchesse d'Ordure (la duchessa del Sudicio).
Negli anni successivi, Gabrielle divenne la più importante diplomatica di Enrico, usando le sue amicizie femminili tra le varie famiglie della Lega cattolica al fine di operare una politica di pace. Nel marzo del 1596, Enrico donò sia a Gabrielle, sia a sua sorella Caterina, una serie di chiavi d'oro che consentivano loro di avere due posti nel suo consiglio. Gabrielle fu così entusiasta del dono da indossare le piccole chiavi con una collana.
Appassionata cavallerizza, Gabrielle si divertiva insieme ad Enrico ad andare a cavalcare e a cacciare nella campagna vicina a Parigi. Per sette anni ricoprì il ruolo di una moglie e diede al re tre figli che egli riconobbe volentieri, donandole il ducato di Beaufort nel 1597.
Poco dopo, nel 1598, Enrico emanò l'editto di Nantes, che concedeva diversi diritti ai protestanti. Unendo le loro forze, l'ugonotta Caterina e la cattolica Gabrielle andarono nella direzione di prevalere sulle obiezioni dei cattolici e degli ugonotti più potenti costringendoli ad accettare l'editto. Enrico fu così impressionato dal suo operato che scrisse: "La mia amante è diventata un oratore di ineguagliabile brillantezza, da sostenere fieramente la causa del nuovo editto".
Tuttavia la posizione di Gabrielle restava precaria, perché dipendeva unicamente dal favore del re. Enrico aveva bisogno di consolidare la pace trovando una nuova moglie e producendo degli eredi legittimi (era ancora sposato con Margherita di Valois, ma i due erano separati da tempo e lei era disposta a non opporsi all'annullamento). Il matrimonio con Gabrielle era di fatto impossibile, perché il papa non avrebbe mai concesso l'annullamento per permettere al re di sposare la sua concubina. Inoltre i figli avuti da Gabrielle, anche se legittimati, erano esclusi dalla successione al trono in quanto frutto di adulterio. Enrico, sebbene innamorato di Gabrielle, si risolse a iniziare le trattative per un matrimonio con Maria de' Medici; allo stesso tempo continuava a mostrare pubblicamente il suo grande favore per Gabrielle.

## Morte
Dopo che Papa Clemente VIII concedette al re l'annullamento del suo matrimonio con Margherita di Valois e la possibilità di risposarsi, nel marzo del 1599 diede un anello di fidanzamento a Gabrielle, la quale, sicura che il matrimonio sarebbe presto stato celebrato, affermò: "Solo Dio o la morte del re potrebbero porre fine alla mia buona sorte".
Il 6 aprile Gabrielle, incinta al nono mese, lasciò il re a Fontainebleau e si recò a Parigi. Dopo un pranzo a casa del banchiere Sébastien Zamet, si sentì male e andò a casa della zia Madame de Sourdis. Qui soffrì di un attacco di eclampsia che le causò un parto anticipato di un bimbo morto. Il re si trovava al castello di Fontainebleau quando fu informato della tragica notizia. Il giorno dopo, il 10 aprile 1599, quando Enrico era sulla strada del ritorno, Gabrielle si spense a causa delle complicazioni post-partum.
Il re fu affranto dal dolore, soprattutto se si considera la voce che attribuiva la morte di Gabrielle ad avvelenamento. Iniziò a portare il lutto, cosa che nessun re aveva mai fatto prima per la sua amante. Il funerale di Gabrielle fu degno di una regina: la sua bara fu trasportata in una solenne processione di principi, principesse e nobili nell'abbazia di Saint-Denis dove fu celebrata una messa a suffragio. Fu sepolta nell'abbazia di Notre-Dame-la-Royale de Maubuisson a Saint-Ouen-l'Aumône.

## Figli
- Cesare, duca di Vendôme (1594-1665), titolare del Ducato omonimo, già assorbito dalla corona con l'ascesa al trono del padre, lo ricevette in appannaggio. Fu anche duca di Beaufort (legittimato)
- Caterina Enrichetta (1596-1663), mademoiselle de Vendôme (legittimata)
- Alessandro (1598-1629), cavaliere di Vendôme (legittimato)
- Figlio nato morto senza nome (1599)

## Nella cultura di massa
Secondo alcuni, la morte di Gabrielle ha ispirato la canzone popolare francese Le Roi a fait battre tambour.